# Hartwig von Platen (Landrat)
Hartwig Caspar Ernst von Platen (geb. 7. November 1655; gest. 1. Februar 1727 in Stolpe) war ein preußischer Hofkammergerichtsrat, Landrat und Domherr.

## Herkunft und Leben

Wappen derer von Platen (Mark)

Hartwig Caspar Ernst von Platen war Angehöriger des alten märkischen Adelsgeschlechts Platen. Er war ein Sohn von Klaus Ernst von Platen (1612–1669), kurbrandenburgischer Geheimer Kriegsrat, Generalkriegskommissar und Hauptmann zu Lehnin und dessen Ehefrau (⚭ 1649) Anna Ehrentraut, geb. von Klitzing. Hartwig Caspar Ernst immatrikulierte sich am 15. August 1671 an der Universität Leipzig und blieb dort bis zum Jahr 1674. Im Anschluss studierte er noch an den Universitäten Altdorf und Frankfurt (Oder). Am 23. August 1682 wurde eine von ihm eingereichte Ahnenprobe in Potsdam beglaubigt, von der man annimmt, das sie für die Aufnahme als Domherr zu Brandenburg vorzulegen war. Das Amt als Domherr führte er schließlich bis zu seiner Resignation im Jahr 1695 aus. Nachdem er die weltliche Karriere gewählt hatte, wurde er königlich preußischer Hofkammergerichtsrat und erster Landrat des Landkreises Niederbarnim. Das Amt als Landrat übte er bis zu seinem Tod im Jahr 1727 aus, Nachfolger wurde 1728 Samuel von Marschall.

## Persönliches
Hartwig Caspar Ernst von Platen war Erbherr mehrerer Güter, darunter; Stolpe, Klenzig, Münchehofe, Birkholz, Schwerin, Gantikow, Mechow und seit dem 9. Dezember 1694 Falkenberg.
Er war in erster Ehe seit dem 3. Juni 1686 mit Ilse Sabine (* 20. November 1658 in Banteln; † 6. Juli 1697 in Plaue), geb. von Bennigsen, verwitwete von Görne, verheiratet. Ein Sohn aus dieser Ehe war Heinrich Karl von Platen (1689–1766), dänischer Oberstleutnant und Vater von Ilse Sophie von Platen (1731–1795). In zweiter Ehe war er seit dem 20. Juni 1699 mit Christine Elisabeth (1681–1719), geb. von Marwitz, verheiratet.